# Adriana Salgueiro
Adriana Laura Salgueiro (Buenos Aires , 8 de mayo de 1957) es una actriz, y presentadora argentina.

## Historia
Mujer de gran belleza física e impactantes ojos azules, en uno de los cuales tiene un coloboma del iris. Adriana Salgueiro comienza a ser conocida en 1976 cuando gana el concurso de Miss Argentina y compite por el de Miss Mundo en Inglaterra, resultando finalista y siendo la favorita en las apuestas para ganar dicho título.
Se inició en la televisión, en 1978, con su personaje de Pampita, en la versión televisiva de la tira El Loco Chávez. Desde entonces, participó de varios ciclos de gran relevancia como Venga A Bailar, producido y conducido por el que fuera cónyuge por unos pocos años, el reconocido Sergio Velasco Ferrero, La Gran Ocasión,Matrimonios y algo más, Monumental Moria, De carne somos y Mesa de noticias.
Con buenas dotes para la comedia, en cine compartió pantalla con figuras de la talla de Jorge Porcel, Alberto Olmedo, Javier Portales, Tristán, entre otros destacados actores de la época.
Actualmente es parte del elenco de la exitosa comedia teatral de Calle Corrientes Nadie Se Atreva A Tocar A Mi Vieja del autor y director chileno Sebastián Badilla

Sex symbols argentinas en la década 1980
de izq.a derecha: Adriana Brodsky, Adriana Salgueiro, Mónica Gonzaga, Susana Romero y Beatríz Salomón
(Noviembre 1986)

Además de su labor como actriz, también incursionó en varias oportunidades en la conducción.

## Trayectoria

### Televisión
| Televisión    | Televisión                                  | Televisión          | Televisión           | Televisión |
| Año           | Título                                      | Rol/Personaje       | Canal                |            |
| ------------- | ------------------------------------------- | ------------------- | -------------------- | ---------- |
| 1978          | El loco Chávez                              | Pampita             | Canal 11             |            |
| 1982          | La gran ocasión                             | Conductora          | Canal 11             |            |
| 1982-1984     | La gran ocasión                             | Coconductora        | Canal 11             |            |
| 1983-1987     | Mesa de noticias                            | Adriana             | ATC                  |            |
| 1986          | Supermingo (tres episodios)                 | Felicia             | Canal 11             |            |
| 1986-1989     | Monumental Moria                            | Sketch humorísticos | Canal 9              |            |
| 1988-1989     | De carne somos                              | Panky               | Canal 13             |            |
| 1989          | Las comedias de Darío Vittori (episodio 13) | Carolina            | Canal 13 Canal 2     |            |
| 1989          | Matrimonios y algo más                      | Varios personajes   | Canal 13             |            |
| 1990-1991     | Indiscreciones                              | Coconductora        | Telefe               |            |
| 1992          | Arriba las gomas                            | Conductora          | Telefe               |            |
| 1993          | Cuando calienta el sol                      | Coconductora        | Telefe               |            |
| 1993          | Proyecto casino                             | Conductora          | Canal 9              |            |
| 2005          | Casados con hijos (episodio 116)            | Cocó                | Telefe               |            |
| 2008          | Valentino, el argentino                     | Teté                | Canal 13             |            |
| 2012          | Fort Night Show                             | Invitada            | América              |            |
| 2013          | Susana Giménez                              | Pancha              | Telefe               |            |
| 2013-2014     | A solas con Adriana Salguiero               | Conductora          | Canal 13 de Santa Fe |            |
| 2019-2020     | Confrontados                                | Panelista           | Canal 9              |            |
| 2021          | Corte y Confección Famosos                  | 2.ª eliminada       | El Trece             |            |
| 2023          | Pasaplatos Edicion Famosos                  | Eliminada           | El Trece             |            |
| 2025-presente | Pasó en América                             | Panelista ocasional | América TV           |            |

### Cine
| Cine | Cine                                    | Cine      | Cine               | Cine |
| Año  | Título                                  | Personaje | Dirección          |      |
| ---- | --------------------------------------- | --------- | ------------------ | ---- |
| 1979 | Cantaniño cuenta un cuento              |           | Mario David        |      |
| 1979 | La aventura de los paraguas asesinos    |           | Carlos Galettini   |      |
| 1986 | Los colimbas se divierten               | Susana    | Enrique Carreras   |      |
| 1986 | Rambito y Rambón primera misión         | Susana    | Enrique Carreras   |      |
| 1987 | Los colimbas al ataque                  | Susana    | Enrique Carreras   |      |
| 1987 | Los taxistas del humor                  |           | Vicente Viney      |      |
| 1991 | Ya no hay hombres                       |           | Alberto Fischerman |      |
| 1991 | Extermineitors III, la gran pelea final |           | Carlos Galettini   |      |
| 1994 | Maestro de pala                         |           | Emilio Vieyra      |      |
| 2017 | Mirada de cristal                       |           | Ezequiel Endelman  |      |

## Radio
| Año           | Título     | Rol                   | Radio           |
| ------------- | ---------- | --------------------- | --------------- |
| 2018-presente | Iluminados | Debut como conductora | Radio Rivadavia |

### Teatro
- Sweet Charity (1986) - Teatro Lola Membribes de Capital Federal con Jorge Martínez, Edda Bustamante, Mariquita Gallegos, José María Langlais, Perla Caron, Jacques Arndt, Sergio Velasco Ferrero, Guadalupe Leuviah, José María Langlais y Guillermito Fernández.
- Temporada en Villa Carlos Paz (1987) junto a Nito Artaza, El Negro Álvarez, Cris Morena y Guillermo Gill.
- De carne somos (1989) junto a Guillermo Francella, Pablo Codevilla, Lorena Paola, Orlando Carrió, Chany Mallo, Alejandra Darín, Luis Cordara y Silvia Kutika.
- Matrimonios y algo más (1990) - Teatro Maipo junto a Hugo Arana, Cristina del Valle, Gianni Lunadei, Zulma Faiad, Estela Molly, Fernando Lupiz, César Pierry, Gonzalo Urtizberea, Sandra Domínguez y Cali Adinolfi.
- Movete chupete movete (2001) - junto a Tristán, Mario Sánchez, Mónica Ayos, Willy Ruano, Rodolfo Altamirano y ballet.
- Asociación ilícita para el humor  (2002) - Teatro del Lago de Villa Carlos Paz junto a Silvia Süller, Hugo Varela, Chichilo Viale y elenco.
- La risa está servica (2004) - Teatro Variedades Concert junto a Gogo Andreu, Pato Benegas, René Bertrand, Ximena Capristo, Sergio Gonal y Sabrina Rojas.
- Aerorrisas Argentinas (2005) - Teatro La Campana de Mar del Plata junto a Sergio Gonal y Mario Sánchez.
- 50 & 50 (2005) junto a Graciela Alfano, Rodolfo Ranni, Tristán y Matías Alé.
- Más loca que una vaca (2007) junto a Tristán, Joe Rígoli, Natalia Fava, Pequeña P, Gabriela Mandato, Jessica Cusnier, Cinthia Fernández y Héctor Pasos.
- Asesíname dulcemente (2008) - Teatro Cómico de Villa Carlos Paz junto a Gustavo Guillén, Mariel Rociano, Mariana de Melo, Chino Dángelo, Abigail Pereyra, Vanesa Carbone y Adriana Restano.
- Taxi 2 (2009) junto a Carlos Calvo, Fabián Gianola, Andrea Campbell, Mario Alarcón, Victoria Calvo y Diego Mesaglio.
- Fortuna (2010) - Teatro "Premier" junto a Ricardo Fort, María Fernanda Callejón, Anabel Cherubito, Claudia Fernández, Virginia Gallardo, Sandra Callejón y Paola Rey.
- Fortuna 2 - Revista Musical (2011) - Teatro "Premier" (Buenos Aires) junto a Ricardo Fort, María Fernanda Callejón, Ethel Rojo, Mario Sapag, Miguel Jordan, Claudia Ciardone, Gabriela Figueroa, Sabrina Ravelli, Adrian Caballero, Fernando Niño, Celeste Muriega y elenco.
- Mi novia, mi novio y yo (2012) - Teatro Libertad de Villa Carlos Paz junto a Ricardo Fort, Beatriz Salomón, Cristina del Valle, Jorge Martínez, Jacobo Winograd, Omar Calicchio, Jean Francois Casanovas, Roberto Antier, Claudia Ciardone, Gabriela Figueroa, Lío Pecoraro, Eduardo Espina, Benjamín Saavedra, Celeste Muriega, Jonathan Conejeros y Lucas Heredia.
- Usted puede ser un asesino (2013) - Teatro Enrique Carreras de Mar del Plata junto a Nito Artaza, Germán Kraus, Darío Lopilato, Andrea Estévez, Sabrina Artaza, Hernán Cabanas, Jerónimo Valdivia, Kitty Locane y Rodrigo Esmella.
- Pato a la naranja (2013).
- Éramos tan amigas (2015) - Teatro Español junto a Claribel Medina.
- Mujeres de ceniza (2016) junto a Nora Cárpena, Mercedes Carreras y Zulma Faiad.
- Mi mujer se llama Mauricio (2017) - Teatro Santa Fe de Mar del Plata junto a: Chiqui Abecasis, Sergio Gonal, Juan Acosta, Kitty Locane, Matías Santoiani y Agustina Peñalva.
- Nadie Se Atreva A Tocar A Mi Vieja (2025) - Teatro Multiescena Buenos Aires junto a: Sebastián Badilla, Michelle Masson, Max Müller, Felipe Martínez.
- 2026: Las doradas - Teatro Cervantes. Junto a Katja Alemann, Mónica Gonzaga, Silvia Pérez y Marta Bianchi y elenco - Dirección: José María Muscari.